# 秦钜
秦鉅（？—1221年），字子野，南宋丞相秦檜的過繼曾孫，秦埙之子。在宋寧宗時期擔任蘄州（今湖北蘄春）通判。

## 生平
宋寧宗嘉定十四年（1221年），金朝军队南下蕲州。秦矩與郡守李誠之協力捍禦。求援於武昌、安慶，月餘，兵不至。策應兵徐揮、常用等棄城遁。城破，秦鉅與李誠之各以自隨之兵巷戰，死傷略盡。秦鉅歸署，疾呼吏人劉迪，令火諸倉庫，乃赴一室自焚。有老卒見煙焰中著白戰袍者，識其秦鉅，冒火挽出。秦鉅叱曰：「我為國死，汝輩可自求生。」掣衣就焚而死。次子秦浚先往四祖山，兵至亟還，與弟秦瀈從父偕死。特贈秦鉅五官、秘閣修撰，封義烈侯，與李誠之皆立廟蘄州，賜額褒忠，贈秦浚、秦瀈通直郎，助喪以銀絹各二百。宋理宗淳祐十二年（1252年），特封秦鉅義烈顯節侯。